# Фрэт, Кевин
Кевин Фрэт (англ. Kevin Fret, 2 февраля 1994 года — 10 января 2019 года) — певец из Пуэрто-Рико, первый открытый гей среди латиноамериканских артистов. Был известен своей гендерно-неконформой внешностью. Выпустил революционный сингл «Soy Asi» («Я люблю это») 7 апреля 2018 года, принял участие в записи песни Майка Дюрана «Diferente» («Другой»), выпущенной 18 июля 2018 года.

## Карьера
До 2018 года Фрэт участвовал в песенных конкурсах, среди которых La Banda и Solo Tu Voz . Использовал социальные сети для защиты от издевательств. Фрэт использовал свой голос в качестве члена ЛГБТ-сообщества, чтобы вдохновить других новых артистов начать карьеру. Выпустил прорывной сингл «Soy Asi» («Я люблю это») 7 апреля 2018 года и принял участие в записи песни Майка Дюрана «Diferente» («Другой»), опубликованной 18 июля 2018 года.

## Артистичность
Писатель Сэми Немир Оливарес отозвался о Фрэте как о «нарушающем гендерные нормы […] и стигму в отношении того, чтобы быть геем, гендерно неконформным и свободно выражающим гендерную идентичность — в стране, где над гомосексуалами всё ещё насмехаются, издеваются, где их убивают».

## Дискография

#### Синглы[5]
- Soy Asi (2018)
- Me Compre Un Full Kevin Fret Remix (2018)

#### В качестве приглашенного исполнителя[6]
- Mike Duran featuring Kevin Fret: Diferente (2018)

## Личная жизнь
Фрэт совершил каминг-аут в возрасте 18 лет. Журнал Paper сообщает о «строгом религиозном воспитании» как о причине, по которой он разжигал споры в сообществе ЛГБТ, говоря, что гомосексуальность стала его «выбором». Родители Фрэта сначала его не поддерживали, а потом приняли. У него есть младшая сестра. Фрэт публично рассказывал о проведении липосакции и увеличении своих ягодиц. Проживая в Майами в 2018 году, Фрэт подрался с другим мужчиной, который, по его словам, напал на него из-за его сексуальной ориентации.

## Смерть
10 января 2019 года, когда Фрэт ехал на своем мотоцикле в Сантурсе, Сан-Хуан, около 5:30 утра, неизвестный преступник выстрелил в него восемь раз, ранив его в голову и бедро. Инцидент был первоначально расценен властями как автомобильная авария из-за темного времени суток. Фрэт был доставлен в медицинский центр Рио Пьедарас, где была констатирована смерть. По данным полиции, убийство Фрэта стало 22-м по счёту в 2019 году в Пуэрто-Рико.